# 高橋治之
高橋 治之（たかはし はるゆき、1944年（昭和19年）4月6日 - ）は、日本の実業家。電通元顧問・専務。株式会社コモンズ代表取締役会長。元東京オリンピック・パラリンピック組織委員会理事。高橋治則（故人。元イ・アイ・イグループ社長）は実弟。

## 来歴・人物

### 電通時代
東京都生まれ。慶應義塾幼稚舎、慶應義塾普通部、慶應義塾高等学校を経て、慶應義塾大学法学部政治学科を卒業後の1967年、電通に入社。また、1980年に設立された慶應高校同窓会の第4代会長を務め、2022年10月時点から2024年1月現在、同窓会評議員を務めている。
電通時代は、1977年に”サッカーの王様”ペレの引退試合を日本で実施することを社内で耳にし、自ら名乗りを挙げ無事成功させた。のちに、これを聞きつけたFIFAワールドユース大会スポンサーだったコカ・コーラ社が高橋を直々に指名したという。第2回ワールドユース大会が日本で行われ、この時にワールドユース大会事務長ゼップ・ブラッター（のちFIFA会長）の知己を得たとされる。1981年から開催したトヨタカップサッカーなど上司の服部庸一、入江雄三らが築いた同社スポーツビジネスの土台の下、80年代以降、1984年ロス五輪を民営化させたピーター・ユベロス（実業家）や、FIFAを牛耳ったといわれたホルスト・ダスラー（アディダス創業家長男）らを筆頭に、急速にプロフェッショナル化が進んだオリンピックやサッカーW杯、世界陸上など国際的なスポーツイベントの商業化の波のなか、同社スポーツ事業局に身を置き、服部亡き後に台頭し、電通におけるスポーツビジネス発展の基礎を築いた。
1982年にアディダスと電通により設立されたISL社（2001年経営破綻）が国際サッカー連盟（FIFA）のスポーツマーケティング全般を一手に請け負うこととなった。当初、成田豊（のち電通社長）や服部庸一（電通ISL初代室長、電通ロス五輪室長）らの下、1984年ロス五輪の国内スポンサー集めに奔走していた高橋も服部が1993年に64歳で早逝した後は、その国際的な人脈を引き継ぎ後にISL社の副会長を務めるなどした。後述のように、特に2002年のW杯を「日韓共催」で呼応してからゼップ・ブラッターFIFA会長らと親密な関係を築いたとされる。
1985年に文化事業部長に就任し、88年の東京ドームのこけら落としでボクシングのマイク・タイソンの試合やミック・ジャガーのコンサートを仕掛けた。
1993年のJリーグ創設については、開幕セレモニーを含め、博報堂が中心的役割を担った。さらに「アジア中心戦略」をとっていた電通社長に収まった成田豊の下、日本サッカー協会など日本側や当時のジョアン・アベランジェFIFA会長（南米ブラジル出身）らが進めていた当初の「日本単独開催」に対して、「反アベランジェ会長」で「日韓共催」に動いていた当時のゼップ・ブラッターFIFA事務総長（のち会長）ら欧州勢や彼ら欧州勢に食い込んでいた鄭夢準（FIFA副会長、HD現代重工業会長など歴任）に与して、2002年日韓ワールドカップサッカーが「共催」になった経緯にも深く関わった。
電通時代は弟治則のプライベートジェットを用いて部局の社員旅行に出掛けたり、また、数々の女優と浮名を流し弟の高級車を使うなど派手にやり、シャイで派手嫌いな弟と好対照をなしていた。高橋治之が数々の女優と浮名を流したというのは、単なる噂話や不確かな伝聞情報に過ぎず、信頼に値する主要マスメディア（新聞、雑誌など）において記事として取り上げられたことはない。"サッカーの王様"ペレを弟のプライベートジェットに乗せて日本に連れてきて、軽井沢で当時の首相中曽根康弘とテニスをさせたこともある。このようにバブル期前後から弟の資金力を背景に、世界のVIPとの人脈を周囲に喧伝誇示していた。実際のところ元JOC職員の春日良一によれば、後述の五輪汚職に関連してIOCトーマス・バッハ会長は、五輪改革を掲げ、特に招致活動における利害関係者による贈収賄を厳禁とするなど不正根絶にこだわっていた。特にラミン・ディアクと電通・高橋治之の汚職体質に目を付けていたとされ、ディアクに対してはIOC委員から永久追放し、JOCに対しては高橋を東京五輪組織委理事から外すよう提言していたとされる。春日良一によれば、IOCバッハ会長は、2014年6月に高橋治之が東京五輪組織委員会理事に就任した当初より、東京五輪招致に関与した高橋の存在を懸念していたとあるが、そのような事実や発言は確認されていない。その後高橋がIOCマーケティング委員に就任したことからも、バッハ会長が高橋を忌避していたとすれば、お膝元の重要ポストに任命するはずもなく、むしろ当時は東京五輪の台所を支える存在として期待していたものと推定される。事実、コロナ禍で五輪開催が危ぶまれ、あるいは延期を巡る議論の最中だった2020年3月当時、延期の流れを作ろうと米ウォール・ストリート・ジャーナルを通してIOCの頭越しに独断で延期を唱えた高橋に対してバッハが不快感を示し、日本側に理事辞任を求めていたとのことである。
電通本社ビルの店舗フロア46階にフランス料理店「ソラシオ汐留」（2020年春閉店）、六本木にステーキ店「ステーキそらしお」（2022年8月末閉店）を開いていた。元皇族の竹田恒治と慶應の同級生であったことから、その弟である日本オリンピック委員会（JOC）元会長竹田恆和とも交友が長く親しい関係だとされている。

### 東京五輪を巡る汚職

#### フランス検察捜査当局の動き
竹田恆和が2020東京五輪招致委員会理事長として、フランス検察捜査当局（国家金融検察庁, fr）に贈賄容疑で捜査対象になって以降、竹田と共に電通元専務で同社顧問の高橋治之らを中心とする国際オリンピック委員会（IOC）を巡るロビー活動もクローズアップされている。フランス検察当局が収賄容疑で取り調べているラミン・ディアク（元国際陸連（IAAF）会長、元国際オリンピック委員会（IOC）委員、セネガル人）と、その息子パパマッサタ・ディアクへのアフリカ票を巡るロビー活動や、その他の主だったIOC委員への贈与を含めたロビー活動をしていた点は、高橋自身も認めた。しかし竹田は、JOCとIOCを辞職後に、高橋が主導するディアクに対するロビー活動を指示したこともなく、高橋がディアクに贈った「土産」についても認識していなかったと語った。

#### 国内での摘発の拡がり
2022年8月17日、高橋が代表を務めるコンサルタント会社「コモンズ」が、2020東京五輪大会組織委員会のスポンサーであったAOKIホールディングスの青木擴憲（当時会長）から数千万円を受領した容疑で、高橋は東京地検特捜部により受託収賄で逮捕された。贈賄側の青木らAOKIホールディングスの幹部3名も贈賄容疑で同日に逮捕されている（「AOKI五輪組織委員会汚職事件」）。最低15億円になる大会スポンサー料を高橋の口利きで半額の7.5億円にしてもらう見返りに、AOKI側は7.5億円のうち2.5億円を大会組織委員会にではなく、電通子会社を介して高橋の会社「コモンズ」に支払っていた。
2020東京五輪大会組織委員会理事はみなし公務員という立場であり、職務に関連した金品の授受は違法とされている。しかしながら、みなし公務員は無給で兼業が認められており、高橋が日本のスポーツビジネスの草分けとして培ってきた余人をもって代え難い知見と人的ネットワークに基づくコンサルティングビジネスは、まさに高橋の生業と言えるものである。
また組織委理事就任については、「最初は五輪招致に関わるつもりはなかった。安倍（晋三）さんから直接電話を貰って、『中心になってやって欲しい』とお願いされたが、『過去に五輪の招致に関わってきた人は、みんな逮捕されている。私は捕まりたくない』と言って断った。だけど、安倍さんは『大丈夫です。絶対に高橋さんは捕まらないようにします。高橋さんを必ず守ります』と約束してくれた。その確約があったから招致に関わるようになったんだ」と述べていたとされる。これについては、疑惑を持たれないよう、2013年のADKルート（後述）など一連の口利きの結果を見極めたうえで2014年に理事のオファーを受けたように、この五輪招致への関与に消極的だったとの発言も単なる"虚勢"あるいは“ブラフ”に過ぎないと批評されている。
2014年2月27日、森喜朗会長、武藤敏郎事務総長、竹田恆和副会長、下村博文文科相、舛添要一都知事ら数名だけの五輪幹部が揃う「密室」（組織委調整会議）で、竹田が「JOCと組織委とのジョイントマーケティング」となることを理由に高橋の理事起用を提案したとされているが、実際のところ、高橋の理事就任と電通の専任代理店決定とがセットになるのは東京五輪決定直後から事実上の既定路線だったとのこと。その上で、大会組織委はスポンサーなどの決定を森喜朗会長に一任し、さらに森は高橋理事に「マーケティング担当理事としてスポンサー募集を任せた」という。
高橋治之の公判において、高橋の東京五輪組織委員会理事としての職務権限に“スポンサー集め”が含まれていたか否かが重要な争点になっている。検察側は初公判において森喜朗会長の供述調書を証拠請求し、森は高橋にマーケティング担当理事として“スポンサー集め”を任せたと主張したが、その後の公判において、弁護側はマーケティング担当理事を任された事実はないと反論し、森の供述調書について一部不同意として、森の証人喚問を請求した。検察側は、森の供述調書について弁護側から不同意とされたが森の証人喚問を行わず、第８回公判において、森の供述調書の証拠調べ請求を撤回した。検察側が撤回したのは、起訴の根拠となっていた森の供述調書の主要部分であり、森の供述調書の信憑性が疑われる事態となっている。他の五輪汚職裁判において有罪判決の根拠とされた森の供述調書が証拠請求から外れることになり、検察側としては職務権限について新たな論拠を持ち出すことが出来るのか、今後の公判の推移が注目される。
このほか高橋は多数の五輪スポンサー選定に関与したとされ、AOKIと同じく五輪スポンサーであったKADOKAWAからの受託収賄の疑いも持たれ、2022年9月6日に再逮捕された。同日、AOKIからの受託収賄の罪で起訴された。
また、高橋の慶應高校・大学の後輩にあたる芳原世幸KADOKAWA顧問ら、さらに同年9月14日には角川歴彦KADOKAWA会長も贈賄容疑でそれぞれ逮捕された（「KADOKAWA五輪組織委員会汚職事件」）。KADOKAWAからの収賄については、高橋の電通時代の後輩である深見和政（9月6日に収賄容疑で逮捕）と共謀し、深見が経営する東京都中央区のコンサルティング会社「コモンズ2」名義の預金口座にKADOKAWAから計7600万円を振り込ませたとされる。2022年9月14日時点における、この一連の汚職事件でスポンサー企業の経営トップが逮捕されるのは、紳士服大手AOKIホールディングスに続き2社目となった。
2022年9月5日、博報堂DYホールディングス傘下の広告代理店大広（大阪市）にも家宅捜索が入り、東京五輪専任代理店の電通と再委託関係になる「販売協力代理店」になるため、コモンズ2を通じ高橋が同社から資金を受け取っていたことが明らかになっている。7月29日には、電通の「販売協力代理店」になるため、口利き料として総額5000万円あまりをコモンズに支払っていたADKホールディングスやその傘下の広告代理店ADKマーケティング・ソリューションズ（東京都港区）にも特捜部の家宅捜索が入っていたが、9月6日、電通からADKに再委託料5000万円の払い込みがあったスポンサー契約選定に絡み、竹田恆和が社外取締役を務めるパーク24にも特捜部の家宅捜索が入った。9月27日、代理店選定の見返りに大広から1500万円を受けとったとして受託収賄容疑で3度目の再逮捕をされた。
さらに高橋は、大会スポンサー契約のみならず、50～91社あまりの五輪グッズなど大会ライセンス契約にも中心的に関与していたとされている。2018年、1998年長野五輪で公式マスコット「スノーレッツ」のぬいぐるみを販売していたサン・アロー社（東京都千代田区）幹部経営者は、高橋と同じ慶應大学出身をつてに、東京五輪を巡り高橋の知人のゴルフ会社（※注：休眠会社「アミューズ」）を介して高橋に800万円を渡したとされている。さらに電通時代の後輩が幹部を務める某A社のライセンス契約を巡る高橋の口利き疑惑が報じられているように、8月の最初の逮捕から1か月を過ぎて汚職事件は各方面に拡大を見せ、五輪疑獄の様相を呈している。
2022年10月19日、大会マスコットのぬいぐるみを販売したサン・アロー、スポンサー契約に関連した業務を担ったADKホールディングスから賄賂を受け取ったとして、受託収賄容疑で4度目の再逮捕をされた。
上述のようにサン・アロー社の幹部経営者は慶應大学出身であり、さらに五輪に絡むスポンサー選定事件のうち、「ADKホールディングス」と「サン・アロー」の2ルートで資金の受け皿となった休眠会社「アミューズ」の元代表は慶応の同窓で、高橋や竹田とはゴルフ仲間だったとのこと。
同年12月26日、東京地裁が保釈を認める決定を行い、高橋は保釈保証金8千万円を納付して即日保釈された。

## 略歴
- 1967年4月 - 電通入社[45]
- 1993年1月 - 東京本社ISL事業局長[45]
- 1997年1月 - 総本社プロジェクト21室長[45]
- 2000年7月 - 国際本部海外プロジェクト・メディア局長[45]
- 2001年6月 - 常務執行役員[45]
- 2003年6月 - 上席常務執行役員[45]
- 2004年6月 - 常務取締役[45]
- 2007年6月 - 専務取締役[45]
- 2009年6月 - 電通顧問就任（2011年まで）
- 2014年6月 - 東京オリンピック・パラリンピック競技大会組織委員会理事就任
- 2020年12月 - eSports事業の企業顧問就任
- 2022年8月 - 受託収賄容疑で東京地検特捜部により逮捕される。
- 2022年12月 - 保釈される。

## 家族・親族

### 高橋家
（長崎県平戸市、東京都目黒区、品川区小山、世田谷区用賀）
高橋家の先祖は1640年ごろに平戸松浦藩に家臣として仕え、後に留守居（江戸に常駐する諸藩の渉外役）を務めた。
- 父・義治[46]（実業家）

大正5年（1916年）6月生 - 昭和61年（1986年）7月没
- 母・朝子（北田正寅次女[46]、代言人北田正董孫）

大正8年（1919年）8月生 - 平成21年（2009年）10月没
- 長男・義明（TBS勤務）[50]

昭和44年（1969年）3月生 -
- 弟・治則[46]（実業家、イ・アイ・イ インターナショナル社長)

昭和20年（1945年）10月生 - 平成17年（2005年）7月没
2005年7月18日死去。死因はくも膜下出血。59歳だった。

### 親戚
- 岩澤靖（弟治則の義父、実業家、元北海道テレビ放送社長）
- 北田正典（母方の伯父（母の兄）、実業家）
- 北田正元（母方の大叔父（母の叔父）、代言人北田正董子、外交官）
- 大橋武夫（母の従兄、北田酉長男、代言人北田正董孫、政治家、元労働大臣、運輸大臣）
- 濱口雄幸（北田正元と大橋武夫の義父、政治家、元総理大臣）
- 濱口雄彦（北田正元と大橋武夫の義兄、銀行家）
- 浜口巌根（同上、銀行家）

## 関連書籍
- 『バブル兄弟 ‶五輪を喰った兄〟高橋治之と〝長銀を潰した弟〟高橋治則』 西﨑伸彦 （文藝春秋） 2025年1月 ISBN 978-4163919331